# 諸葛潁
諸葛 潁（しょかつ えい、539年 - 615年）は、南朝梁から隋にかけての学者。字は漢。丹陽郡建康県の出身。本貫は琅邪郡陽都県。

## 経歴
梁の義陽郡太守の諸葛規（諸葛銓の子）の子として生まれた。8歳で文章を作ることができたといわれる。梁の邵陵王参軍事を初任とし、記室に転じた。侯景の乱が起こると、北斉に逃れ、待詔文林館をつとめた。太学博士・太子舎人を歴任した。北周が北斉を滅ぼすと、十数年のあいだ任用されなかった。『周易』・『爾雅』・『老子』・『荘子』などを学んで、その要点を会得した。
隋の晋王楊広に召されて参軍事となり、記室に転じた。楊広が皇太子となると、薬蔵監に任じられた。煬帝が即位すると、著作郎に転じた。煬帝にたいへん親愛され、寝室への出入りを許され、酒宴においては皇后嬪御とともに列席した。隙の多い性行で非難を受けて「冶葛」と称された。後に朝散大夫の位を受けた。吐谷渾に対する征戦に従軍して、正議大夫の位を加えられた。
大業11年（615年）、煬帝の北巡に従って、道中で死去した。享年は77。文集20巻があり、また『鑾駕北巡記』3巻、『幸江都道里記』1巻、『洛陽古今記』1巻、『馬名録』2巻を著して、当時に通行した。
子に諸葛嘉会があった。

## 伝記資料
- 『隋書』巻76 列伝第41
- 『北史』巻83 列伝第71